# Chico Valles
Chico Valles es una formación geológica de tipo valle en la superficie de Marte, localizada con el sistema de coordenadas planetocéntricas a -65.02° latitud N y 218.01° longitud E, que mide 446.35 km de diámetro. El nombre fue aprobado por la Unión Astronómica Internacional en el año 2005 y hace referencia al río Chico, en Argentina.